# Operation IceBridge

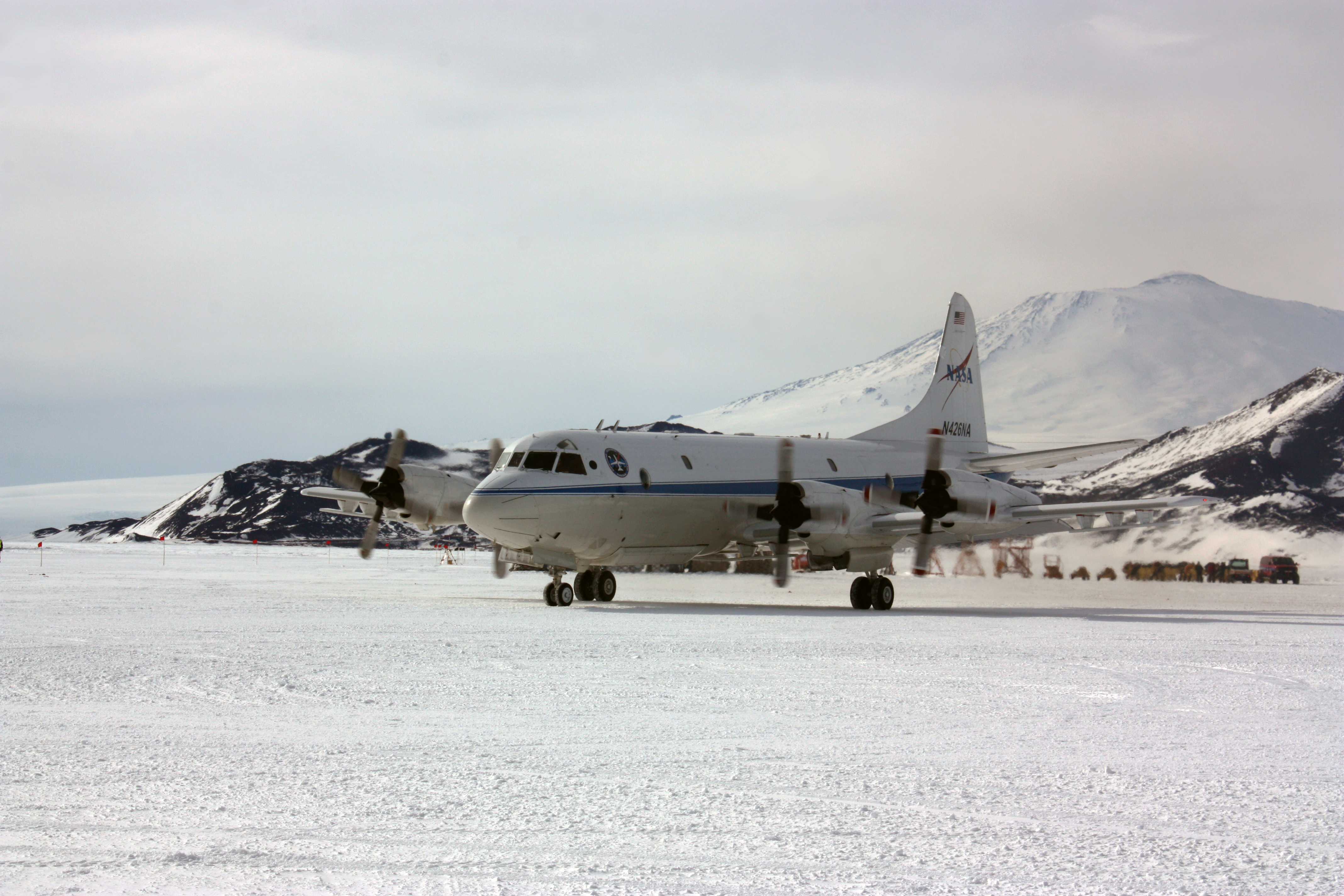
„Latające laboratorium” P-3 B, Stacja McMurdo (2013)

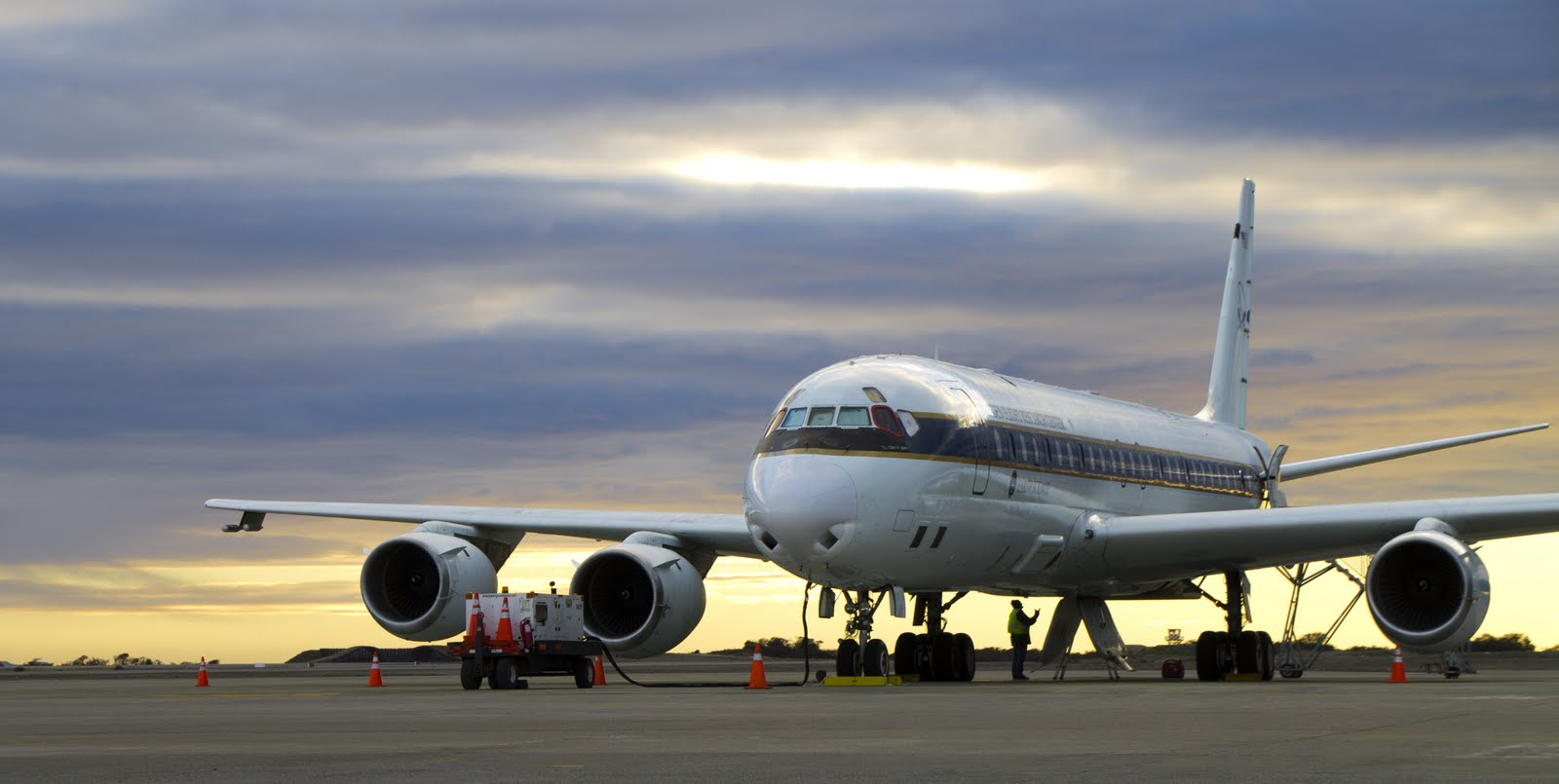
„Latające laboratorium” DC-8 (2012)

Operation IceBridge – misja lotnicza NASA prowadzona w latach 2009–2021 celem monitoringu lodu polarnego na Ziemi na obszarze Arktyki, Antarktyki i Alaski.  

## Przebieg operacji
NASA prowadziła operację w latach 2009–2021 celem monitoringu lodu polarnego na Ziemi w obszarach Arktyki, Antarktyki i Alaski . Obserwowano lądolody, lodowce, lodowce szelfowe oraz lód morski . Była to największą operacja monitoringu lodu polarnego z powietrza w historii . 
Podczas operacji wykorzystywano wysoce wyspecjalizowaną flotę samolotów badawczych i instrumentów naukowych , m.in. „latające laboratoria” P-3 B i DC-8. Badania prowadzono przy wykorzystaniu lotniczej altimetrii laserowej oraz przy pomocy sond radarowych, grawimetrów, magnetometrów i kamer .
Przy użyciu 15 samolotów, przeprowadzono 968 lotów badawczych . 42% lotów dedykowanych było regularnym badaniom lodu na powierzchni lądów, kolejne 42% badaniom jeszcze niezmapowanych obszarów Grenlandii, lądolodu na Antarktydzie, czap lodowych w Arktyce i lodowców Alaski, a podczas pozostałych 16% prowadzono badania lodu morskiego .      
Podczas lotów zebrano dane na temat rozmiarów, grubości i przemieszczania się lodu morskiego, lodowców i lądolodów . Dane te dostarczyły informacji za okres pomiędzy misjami satelitarnymi ICESat (2003–2010) i ICESat-2 (rozpoczętej w 2018 roku) , zapewniając ciągłość obserwacji . Przeprowadzone badania lodu polarnego mają na celu lepsze zrozumienie powiązań między regionami polarnymi a globalnym system klimatycznym, m.in. celem prognozowania reakcji lodu polarnego na zmiany klimatu i związany z tym wzrost poziom mórz i oceanów .

## Osiągnięcia
Dzięki przeprowadzonym obserwacjom poszerzono wiedzę na temat m.in. zmienności lodowców wyprowadzających, grubości ich pokrywy lodowej, wielkości opadów, batymetrii fiordów i szelfów podlodowcowych oraz hydrologii lądolodów, zmienności lodu morskiego i jego pokrywy śnieżnej . 
W 2013 roku na podstawie danych radarowych z operacji IceBridge naukowcy z Uniwersytetu Bristolskiego odkryli na Grenlandii ogromny kanion znajdujący się pod lądolodem grenlandzkim . Kanion biegnący od środka wyspy na północ do fiordu lodowca Petermann Glacier ma rekordową długość ok. 750 km .